# Timothé Vergiat
Timothé Vergiat, född 7 mars 1998 i Roanne, är en fransk basketspelare.
Timothé Vergiat deltog vid olympiska sommarspelen 2024 och var en del av Frankrikes lag som tog silver efter att ha förlorat finalen mot Nederländerna efter förlängning.